# Лимани (дем Амфиполи)
Вижте пояснителната страница за други значения на Лимани.
Лимани (на гръцки: Λιμάνι, в превод Пристанище) е село в Егейска Македония, Гърция, част от дем Амфиполи, област Централна Македония с 27 жители (2001).

## География
Селото е разположено на брега на Орфанския залив, югоизточно от Крушево (Неа Кердилия), между Амфиполския залив от изток и старото корито на Струма от запад.